# Бискейн (залив)
Залив Бискейн (англ. Biscayne Bay) — залив Атлантического океана, находящийся на юго-востоке полуострова Флорида, США.

## География

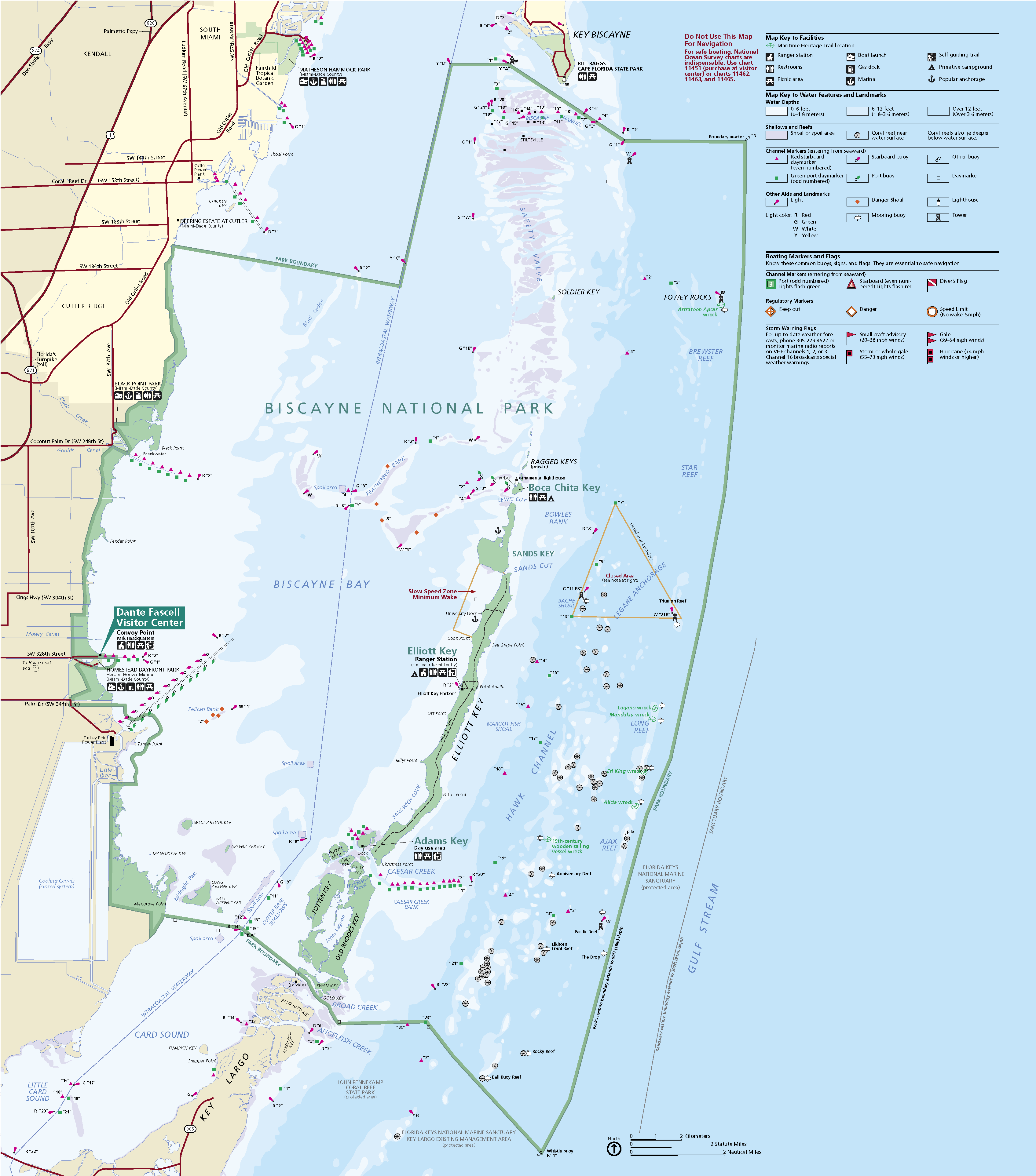
Национальный парк Бискейн

Залив Бискейн является частью Берегового канала США. Его протяжённость составляет 88 километров, ширина — 15 километров. Общая площадь превышает 1110 км². На север залив растянулся до Северного Майами, на юге достигает окончания острова Норт-Ки-Ларго. В этом районе залив связан многочисленными мелкими каналами с заливом Флорида-бей (Флоридским заливом). В своей южной части залив Бискейн состоит из ряда небольших бухт — Кард-Саунд, Барнс-Саунд и Манате-бей. Две первые соединяет мост Кард-Саунд (Card Sound Bridge). Значительная часть залива — преимущественно южная — с 1980 года входит в состав Национального парка Бискейн и объявлена природоохранной зоной. На востоке залива расположенные острова Майами-Бич, Ки-Бискейн, Исландия и Норт-Ки-Ларго образуют естественную границу с Атлантическим океаном.

## История
Впервые был исследован испанским мореплавателем Хуаном Понсе де Леон в 1513 году. В 1565 его посетил Педро Менендес де Авилес, давший заливу название «Текуэста». На одной из карт XVII столетия был обозначен как Cayo de Biscainhos, что, по-видимому, и стало основанием для нынешнего названия. В XIX веке залив назывался первоначально Key Biscayne Bay, затем — Biscayne Bay.
В 1920-е годы, в особенности после 1926 года, когда произошло резкое подорожание недвижимости в штате Флорида, регион залива получил значительное хозяйственное развитие, многократно увеличилось и число местных жителей. В 1947 году здесь, на острове Вирджиния-Кей, создаётся «Школа Розенстиль по изучению моря и атмосферных явлений» Университета Майами (Rosenstiel School of Marine and Atmospheric Science), в 1977 году — кампус Бискейн-Бей (Biscayne Bay Campus) Международного университета Флориды.

## Инфраструктура
Жилые кварталы и хозяйственные строения расположены преимущественно в северной части залива, это северо-восточные районы метрополии Большой Майами. Здесь же находится также порт Майами, один из крупнейших в мире. Через акваторию Бискейн проложены многочисленные мосты и тоннели, автострадами соединяющие Майами с островами и различные районы Большого Майами между собой (Florida State Road 922, Florida State Road 934, Port of Miami Tunnel, Interstate 195 и др.).

## Галерея

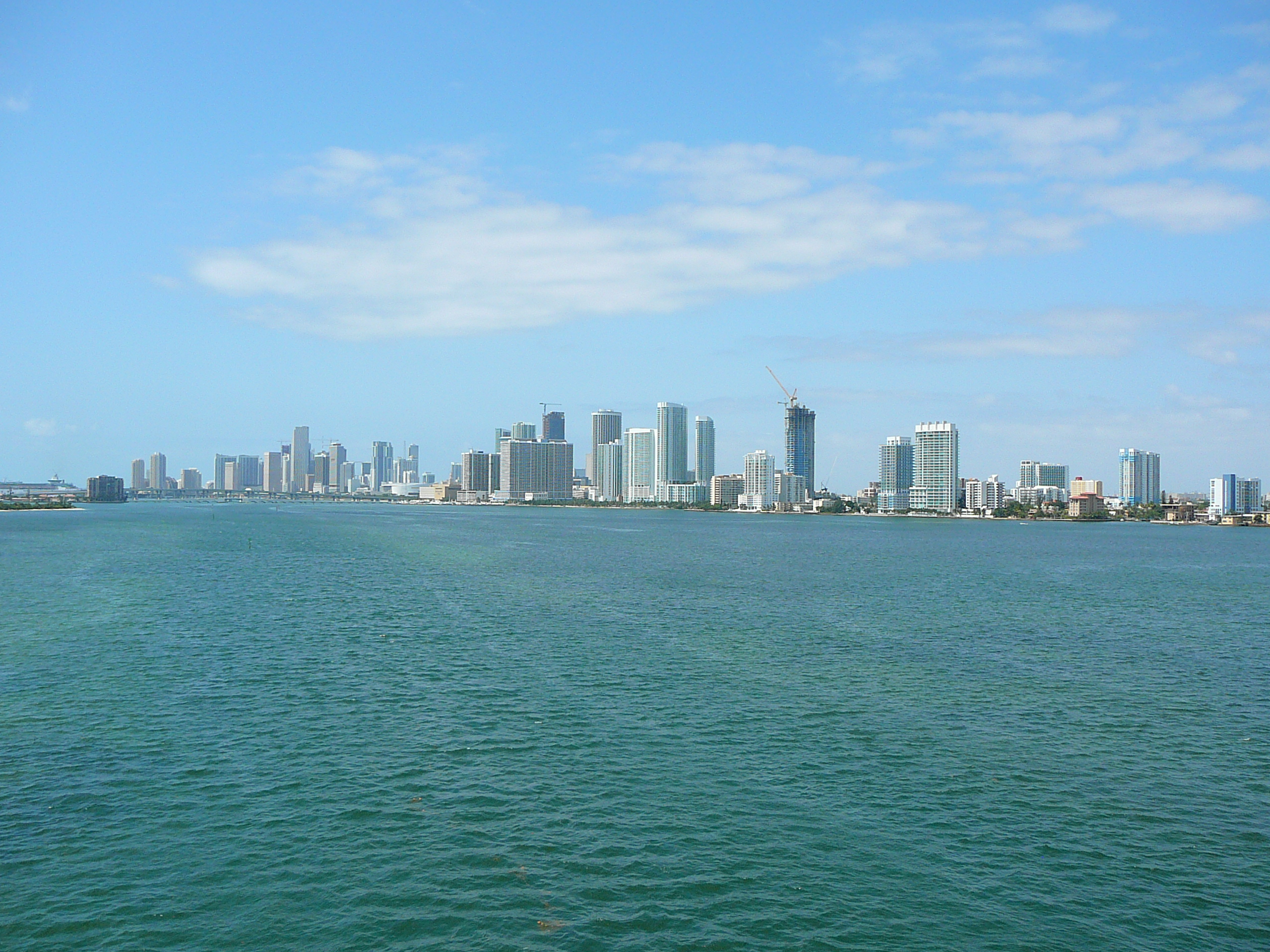